# Norman Wende

a Compétitions nationales et continentales officielles uniquement.

b Matchs officiels uniquement.
Dernière mise à jour le 11 janvier 2012.
Norman Wende, né le 13 avril 1982, est un joueur belge de rugby à XV évoluant au poste de talonneur. International belge, il jouait avec le Racing Club Chalonnais.

## Biographie
Norman Wende est international belge depuis 2004 (qualifications Coupe du monde, Coupe d'Europe 2e division).